# Grisons
Els Grisons o el cantó dels Grisons (romanx: Grischun o chantun Grischun, alemany: Graubünden, italià: Grigioni, llombard: Grison, francès: Grisons) és un cantó de Suïssa, l'únic on es parla el romanx (vegeu romanx i llengües retoromàniques), un dels 4 idiomes oficials de Suïssa. A més a més, s'hi parla l'alemany i l'italià.

## Geografia
La superfície del cantó és de 7.105 km². Només un terç d'aquesta àrea és considerada productiva. Els boscos cobreixen una cinquena part de l'àrea total. El cantó és quasi enterament muntanyenc i comprèn la part superior de les valls del Rin i de l'Inn. El punt més elevat és la Bernina, de 4.048 msnm.
Les valls de la part central són molt profundes, algunes d'aquestes considerades les més profundes d'Europa.
El cantó limita al nord amb el principat de Liechtenstein i amb la República d'Àustria, al sud-est amb la República d'Itàlia, al nord-est amb els cantons de Sant Gal i Glarus, al nord-oest amb el cantó d'Uri i al sud-oest amb el cantó del Ticí. La capital n'és Coira (Chur). Les universalment conegudes ciutats de Klosters, Davos i Sankt Moritz es troben també en el cantó dels Grisons, i se'n destaca la vall oriental de l'Engadina com la zona que en territori suís manté més naturalment l'ambient.

## Història
En temps de l'Imperi Romà s'anomenava Canini Campi.

## Regions
Vegeu l'article principal Regions del Cantó dels Grisons
El cantó està dividit en els districtes següents:
- Albula
- Bernina
- Hinterrhein
- Imboden
- Engiadina Bassa/Val Müstair
- Landquart
- Maloja
- Moesa
- Plessur
- Prättigau/Davos
- Surselva